# Badlands

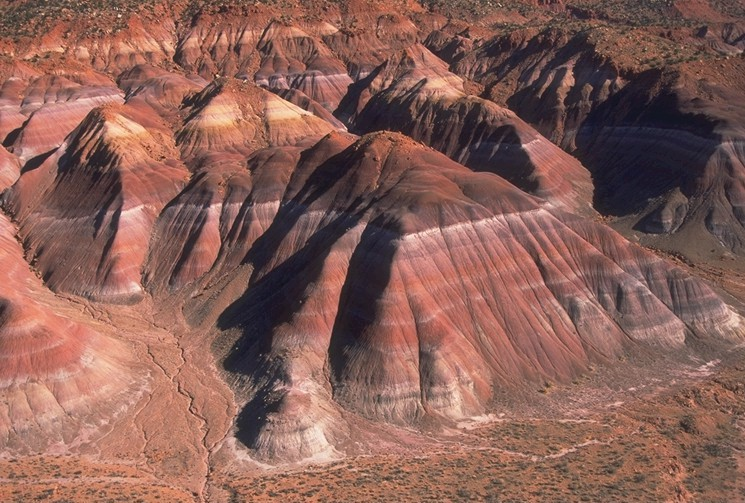
Las badlands Chinle dentro del Monumento nacional de Grand Staircase-Escalante en Arizona, Estados Unidos.

Las badlands, anglicismo por tierras baldías o tierras yermas son un tipo de paisaje de características áridas y de litología rica en lutitas, extensamente erosionado por el agua y el viento, debido a la falta de vegetación. Cañones, cárcavas, barrancos, canales, chimenea de hadas (columnas de roca con formas en sus picos) y otras formas geológicas del estilo son comunes en las badlands. A menudo es difícil caminar por ellas. Dependiendo de las sucesiones sedimentarias que las conformen, estas tierras pueden presentar una espectacular gama de colores, que alterna capas que van del negro azulado oscuro, característico del carbón, al color de los materiales blandos, como el blanco del caolín o el yeso, por el rojo brillante, característico de algunas arcillas; o al variado de las margas.

## Origen del término

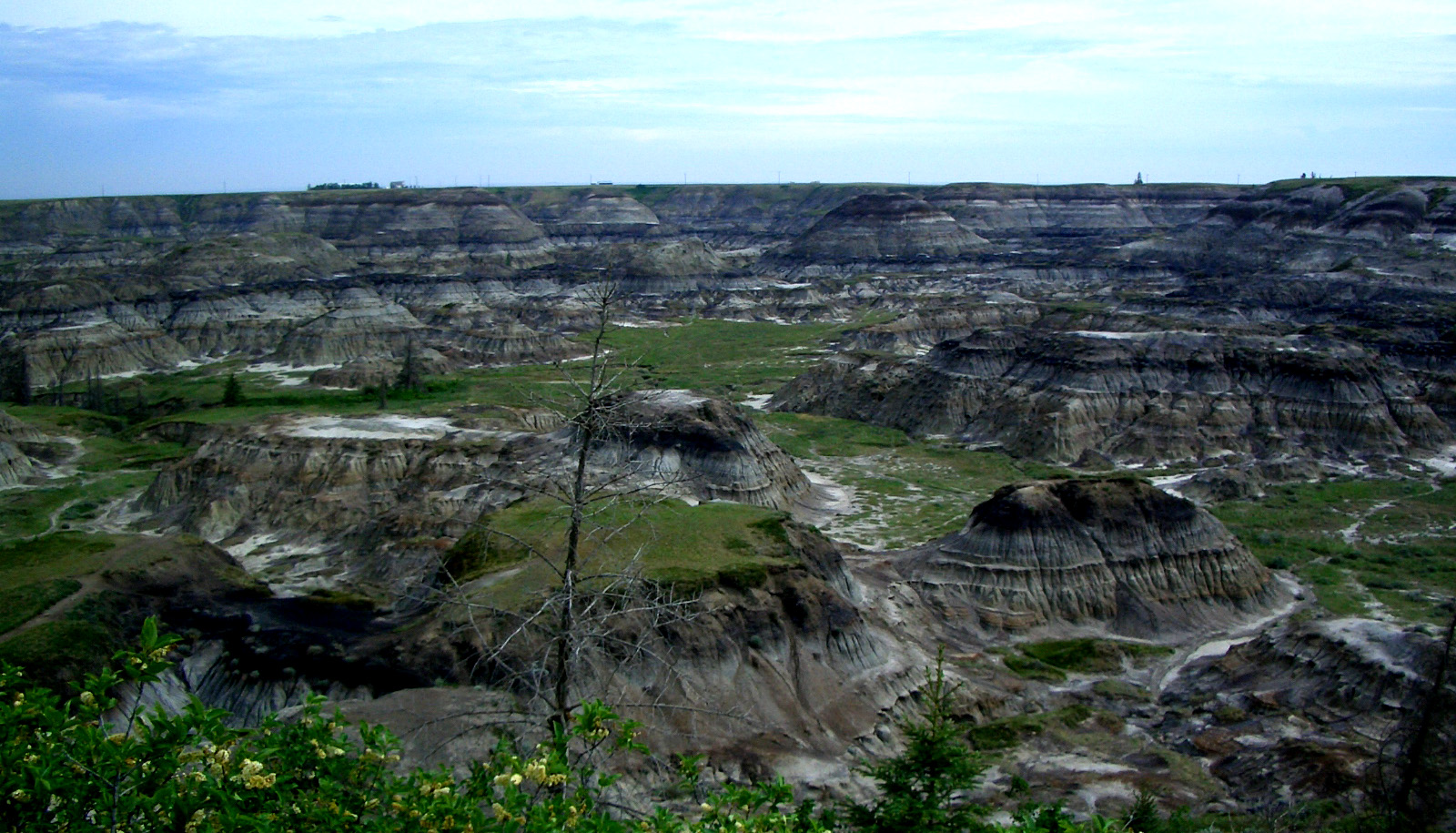
Drumheller.

El término badlands tiene un origen convergente: por un lado, el pueblo lakota llamó a la topografía mako sica, literalmente «malas tierras», y los cazadores franceses les mauvaises terres à traverser, «las tierras malas para cruzar». El nombre es apropiado. Las badlands se forman en áreas de infrecuentes pero intensas lluvias y escasa vegetación, receta perfecta para una erosión devastadora. El paisaje se caracteriza por sus cuestas empinadas, su tierra suelta y arcilla, hecho que impide viajar cómodamente por él.

## Características
Algunas de las capas de fósiles más importantes se han encontrado en este tipo de tierras, donde las fuerzas de la erosión han expuesto las capas de sedimentos y la falta de vegetación hace que el trabajo del paleontólogo sea relativamente fácil.

## Localizaciones preferentes

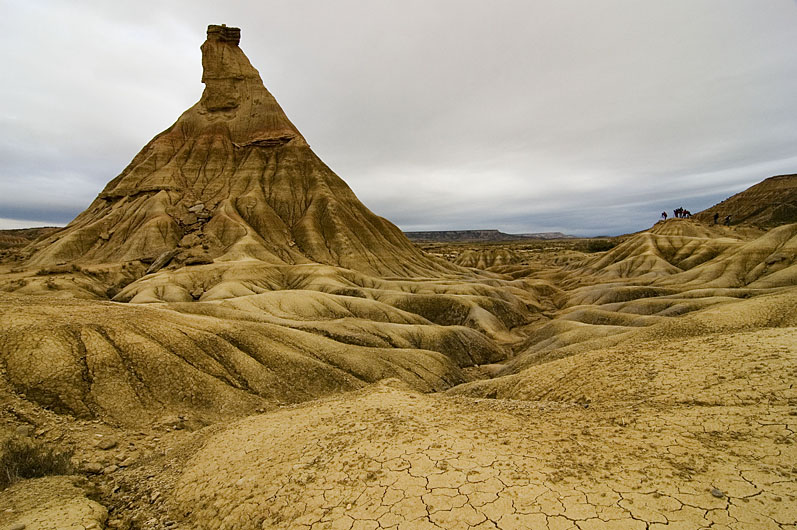
Bardenas Reales en Navarra (España)

Algunas de las formaciones de badlands más conocidas se pueden encontrar en los Estados Unidos y Canadá. En los Estados Unidos el parque nacional Theodore Roosevelt en Dakota del Norte y el parque nacional Badlands en Dakota del Sur poseen extensas formaciones de estas tierras. Otra famosa área de formación de estas tierras es el Toadstool Geologic Park en el Oglala National Grassland al noroeste de Nebraska. Existe una zona con un considerable número de badlands en Alberta, Canadá, sobre todo en el valle del río Red Deer, donde se encuentra el Parque Provincial de los Dinosaurios. El Royal Tyrrell Museum of Palaeontology en Drumheller, Alberta, también se encuentra en un terreno de badlands, pues contiene numerosos fósiles encontrados en el área.
En América del Sur, se encuentra en la Argentina el parque provincial de Ischigualasto o Valle de la Luna, situado en el extremo norte de la provincia de San Juan, en el Departamento Valle Fértil. Es un área protegida de 275 369 ha, que resguarda una importante reserva paleontológica. Es el único lugar del mundo donde puede verse totalmente al descubierto y perfectamente diferenciado todo el periodo triásico en forma completa y ordenada. Se calcula que las formaciones geológicas de este sitio tienen una antigüedad entre 200 y 250 millones de años. 
También se pueden ver pequeñas formaciones de colores muy intensos (rojo, rosa, naranja y amarillo) en el parque nacional Patagonia, en la provincia de Santa Cruz, cerca de la localidad Perito Moreno.

### Europa

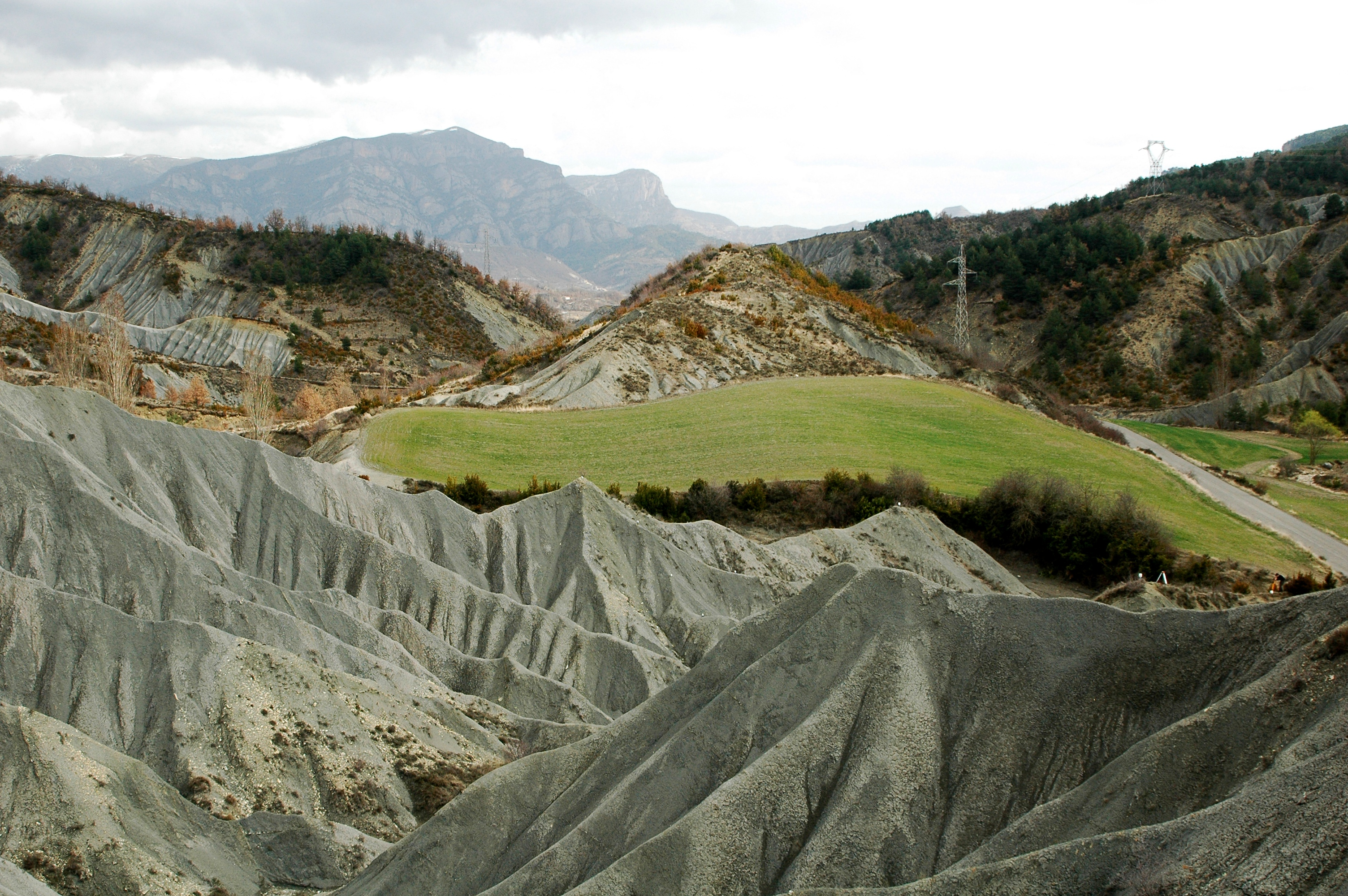
Badlands en la provincia de Huesca

En España se puede encontrar un amplio paisaje de badlands en Andalucía Oriental, rodeando el valle de los ríos Guadix y Fardes, en la Accitania (provincia de Granada). En este ámbito, las badlands de la cuenca de Guadix-Baza están en evaluación para integrarse en la Red de Geoparques Europeos y la Red de Geoparques Nacionales de la UNESCO. Además, en Almería ocupan un 15 %, siendo su mejor representación el desierto de Tabernas. Asimismo, se encuentra el Barranco Hondo (Lorca) en la Falla de Alhama, Lorca,  Murcia. También en el valle del Ebro encontramos ejemplos de badlands en los Monegros (Aragón) y las Bardenas Reales (Navarra).
En Francia las hay en Falaises des Vaches Noires, entre Villers-sur-Mer y Houlgate, (Baja Normandía) y las "robines" en la región natural de los Alpes del Sur.
En Italia en Aliano (donde el término para la formación geológica es "calanchi")

### Asia
- Valle de Hōrai en Japón
- Meseta de Loes en China